# Movimento Nacional Republicano (França)
Mouvement National Républicain (em português: "Movimento Nacional Republicano"), com as siglas (MNR), é um partido político francês de extrema-direita e de caráter protecionista, conservador e nacionalista. Foi fundado em 1998 por dissidência com o partido Rassemblement National, por se opor ao seu presidente Jean-Marie Le Pen. Na altura o líder e mentor desse processo foi Bruno Mégret.